# Чужинець на чужій землі
«Чужинець на чужій землі» (англ. Stranger in a Strange Land) — філософсько-фантастичний роман Роберта Гайнлайна, опублікований в 1961 році. У творі розповідається історія Валентайна Майкла Сміта — чоловіка, який був вихований марсіанами та повернувся на Землю, де став новим месією.
У 1962 році роман був нагороджений Премією Г'юґо.

## Історія написання
Ідея написати твір про марсіанського «мауглі» на зразок кіплінгівського вперше з'явилась у Гайнлайна восени 1948 року, але тоді у нього не було вдосталь часу, щоб братися за написання об'ємистого твору. Пізніше він почав накидати фрагменти цього роману, і до 1955 року твір із робочою назвою «Марсіанин на ім'я Сміт» (англ. A Martian Named Smith) мав обсяг 43 000 слів, на цьому робота призупинилася. 5 квітня 1958 року Гайнлайн продовжив роботу над романом, якому тепер дав назву «Єретик» (англ. The Heretic), коли почув новину про односторонню відмову США від проведення ядерних випробувань, що змусило його перерватися для написання «Зоряного десанту». Тільки після нього він знову взявся за «Єретика», закінчивши його до весни 1960 року. Тепер його робочою назвою було «Людина з Марса» (англ. The Man From Mars), роман мав 800 сторінок та 220 000 слів (тоді середнього розміру роман був на 300 сторінок і обсягом не більше 80 000 слів).
Видавництво Putnam's Sons, що мало першочергове право на наступний роман Гайнлайна, погодилися опублікувати роман, але без тем сексу і релігії, що, на думку автора, було неможливо. Врешті видавництво прийняло роман, відредагованим Гайнлайном до розміру 160 000 слів. Він був виданий 1 червня 1961 року з остаточною назвою «Чужинець на чужині».

## Сюжет

### Його заплямоване походження
Головний герой, Валентайн Майкл Сміт, народився на Марсі серед команди космічного корабля «Посланець», що складала 4 подружні пари. Його мати, Мері Джейн Лайл-Сміт була одружена із доктором Уордом Смітом, але біологічним батьком Майкла був капітан корабля Майкл Брант.
Не витримавши 480-денного очікування повернення на Землю члени команди «Посланця» загинули чи скоїли самогубство. На Землі тим часом відбулася Третя світова війна, тож доля експедиції до Марса лишилася осторонь.
Маленький Майкл був підібраний марсіанами і виховувався ними. Опис цивілізації марсіан Гайнлайн взяв зі свого роману «Червона планета» (1949): у марсіан немає поділу на статі, а впродовж свого життя вони метаморфують в три життєві форми. Діти-«німфи» радіють життю і породжують собі подібних. Флегматичні гіганти-марсіани дбають за суспільство і планету. Третя життєва форма — «Старші» — завершує цикл життя марсіан. Нематеріальні Старші володіють майже божественними можливостями (колись вони зруйнували п'яту планету — Фаетон). Загалом, марсіанська цивілізація у романі виглядає дуже розвинутою і давньою, на відміну від Земної, яка існує не так довго і постійно балансує між життям та самознищенням.
Після Третьої світової війни на Марс було відправлено корабель «Чемпіон», на якому 25-річний Майкл повертається на Землю. Після повернення головний герой потрапляє в незвичне для нього людське суспільство. Автор гіперболізує суспільство споживання 1960-х років, у яке потрапив головний герой. У цьому суспільстві літають автівки, існують багато нових технологій, але тема самознищення і моралі, така сама як і сама сутність людини — одна у будь-якому відрізку часу.
Майкла тримають в ізоляції в госпіталі Бесезда. Медсестра Джил є першою жінкою, яку побачив Майкл і вона запропонувала йому «розділити воду» — перший марсіанський звичай, що прижився у землян.
Джил, на яку вплинув її залицяльник репортер Бен Кекстон, що дізнався про плани знищення «Людини з Марса» заради заволодіння його спадком, допомагає Майклу втекти. Бен потрапляє у пастку Секретної служби Генсека Федерації.

### Його безглуздий спадок
Мати Майкла була інженером на кораблі і перед стартом експедиції запатентувала схему принципово нового космічного двигуна. Завдяки цьому патенту після повернення Майкла на Землю до нього перейшов спадок розміром з бюджет цілої держави. Внаслідок правової колізії земного законодавства, перші люди, що ступили на нове космічне тіло, починали вважатися окремою нацією, яка є його сувереном. Тобто, Майкл виявився ще й одноосібним господарем Марса.
Але через те, що він спочатку не розумів анічогісінько на Землі, його підстерігала небезпека втратити життя через цей спадок, який хотіли відібрати багато охочих до наживи.
Джил з марсіанином тікає до довіреної особи, доктора наук і відомого ексцентричного генія-письменника Джубала Гаршоу, що зумів протиставити себе керівнику світової держави Джозефу Дугласу й захистити Майка та належні йому багатства. Спецслужби змушені відпустити Бена.
Від марсіан Майкл навчився надзвичайним вмінням, таким як контроль над власним обміном речовин, телепатія, телекінез та вилучення предметів за межі тривимірного простору.
Далі — Майк фізично дужчав у його будинку Гаршоу і навчався, у бесідах з ним, все більше зрозуміти людей, які були для нього чужі. Майкл вводить у спілкування марсіанське слово «ґрок», яке пов'язане з Богом, але не може бути вираженим у земних поняттях. А також концепцію «Ти єси Бог» (англ. Thou Art God), що поширюється на всі живі істоти, включаючи рослини. Майк «виявляє Бога» у своїх нових почуттях до Джил.
Майкл не розуміє багато земних понять, як: війна, одяг, ревнощі та ін., оскільки вони не мають змісту у марсіан. Натомість, його дуже цікавить людський аналог звичних для марсіан речей: життя після смерті та поїдання тіла померлого його «водними братами» (обряд подібний до Євхаристії).
Майкл вивчає земні релігії, включаючи найпоширенішу зараз церкву фостеритів, еклектичний культ, що називає себе «Церква Нового Одкровення» та агресивно розправляється з конкурентами через потужне політичне лобі. Ця популістська мегацерква двоїсто трактує азартні ігри, споживання алкоголю та еротичні шоу, все це заохочується під її патронатом та вважається «гріхом» без нього. В ній існують три кола:
- зовнішнє коло з прихожан;
- середнє коло, що використовує церкву для ведення бізнесу;
- внутрішнє коло «навічно врятованих» служителів культу, що використовують церкву для задоволення свого підвищеного сексуального потягу.

Глава фостеритів архієпископ Діґбі пробує зазіхнути на спадок Майкла. У розмові наодинці Майк «розвтілює» архієпископа силою думки.

### Його ексцентричне виховання
Згодом Майкл із Джил покидають маєток письменника, щоб навчитися жити у суспільстві. Вони виступають в мандрівному цирку, подорожуючи країною.
Через деякий час він усвідомлює людську сутність і нарешті виокремлює себе як Людину. Але зовсім незвичайну — людину майбутнього, без комплексів, фобій, абсолютно вільну від усіх догм, які закріпила земна культура людству.

### Його скандальна кар'єра
Майк вступає до семінарії, а потім до армії, але його звідусюди виганяють.
Тоді він створює нову «Церкву Всіх Світів», що повинна робити людей у ній щасливими, навчаючи марсіанській мові та свободі. Він запозичує систему кіл у фостеритів для позначення прогресу віруючих у досягненні ними надлюдських можливостей. Найвище коло уподібнюється до марсіанського «гнізда».
Через деякий час його церква стає популярною, тоді «Церква Нового Одкровення», що заробляла багато грошей на своїх парафіянах, починає з ним боротися.
Фостерити атакують храм церкви Майка, звинувачуючи його в богохульстві. Майк телепортує прихожан у безпечне місце.

### Його щаслива доля
Сам Майкл виходить до натовпу фостеритів і його публічно забивають. Члени ближнього кола Майка (включаючи Джубала) поїдають його останки згідно марсіанському звичаю, а потім обговорюють свою роль у розбудові Майклової церкви.
Перед смертю Майкл розказав Джубалу, що марсіани насправді послали його на розвідку і вже отримали повне уявлення по людей. І тепер вони будуть, згідно своїх звичаїв, довго обдумувати своє рішення, а потім звичайно ж визнають людське суспільство неправильним і вирішать його «усунути».
Дія роману завершується на небесах, де архангел Фостер розглядає небезпеку знищення людства марсіанами, і з огляду на швидкі зміни людських можливостей спричинені нововведеннями Майкла, признає її мінімальною. Потім він представляє ангелу Діґбі його нового шефа — архангела Майкла.

## Персонажі
Гайнлайн назвав свого персонажа «Сміт» через промову, яку він виголосив на конвенції з наукової фантастики щодо невимовних імен, що він давав прибульцям. Після опису важливості встановлення драматичної різниці між людьми та прибульцями Гайнлайн дійшов висновку: «І все ж таки, коли хто-небудь чув про марсіанина на ім'я Сміт?». («Марсіанин на ім'я Сміт» одночасно було робочою назвою книги та назвою сценарію, розпочатого Гаршоу у кінці). Назву «Чужинець на чужій землі» було взято з Виходу (2:22) «І породила вона сина, і він дав йому ім'я Гершом, кажучи: „Чужинець на чужій землі“».
У передмові до оригінального, нескороченого перевидання книги у 1991 році, вдова Гайнлайна, Вірджинія, писала: "Власні імена головних персонажів мають велике значення в сюжеті. Вони були ретельно підібрані: Джубал означає «батько усіх», Майкл означає «подібний до Бога».

### Головні герої
- Валентайн Майкл Сміт — відомий як Майкл Сміт або «Майк»; «Людина за Марса», вихований на Марсі у час між посадкою корабля його батьків «Посланця» та прибуттям другої експедиції «Чемпіона». Йому приблизно 25 років, коли «Чемпіон» прибув і забрав його на Землю.
- Джиліан (Джил) Бордмен — медсестра в госпіталі Бетесди, що виводить Майка з-під опіки уряду; вона грає ключову роль в його знайомстві з людською культурою та стає одною з його найближчих повірниць і центральною фігурою у «Церкві всіх світів», що створює Майк.
- Джубал Гаршоу — популярний письменник, адвокат та лікар, зараз частково на пенсії, вдома в горах Поконо. Як впливова, але відлюдькувата постать, він надає ключову підтримку у встановлені Майкових незалежності та безпечну схованку для нього. Літній, але в доброму здоров'ї, він служить фігурою батька у внутрішньому колі, при цьому тримаючись на упередженій відстані від кола.

### Оточення Майкла та Харшоу
- Бен Кекстон — ранній любовний інтерес Джил та журналіст з розслідувань. Він відповідальний за звільнення Майка від уряду. Пізніше, він входить до Майкового внутрішнього кола, при цьому залишаючись спочатку дещо скептично налаштованим, щодо соціального устрою, що він створює.
- Анна, Міріам, Доркас — три особисті професійні секретарки Гаршоу, що живуть з ним та по черзі виконують роль його «фасаду» (англ. front), виконуючи його інструкції. Анна — сертифікований «Неупереджений свідок», що має владу забезпечувати об'єктивне свідчення, щодо подій, свідком яких вона є. Всі троє стають ранніми послідовницями церкви Майкла.
- Д'юк, Ларі — різноробочі, що працюють на Гаршоу та живуть у його маєтку. Вони також стають центральними членами церкви.
- Петті Пайвонскі — «жінка з татуюваннями» та приборкувач змій у цирку, до якого тимчасово приєднуються Майк та Джил. У неї є зв'язки з церквою Фостеритів, які вона зберігає, ставши членом внутрішнього кола Майка.
- Доктор «Смердючка» Махмуд — семантист та друга людина (після Майка), що здобула знання марсіанської мови, хоча не «відчуває» мови. Став членом церкви, зберігши мусульманську віру.

### Політики та церковні діячі
- Джозеф Дуглас — Генеральний секретар Федерації Незалежних Держав, яка ненапряму єволюціонувала з ООН у справжній всесвітній уряд.
- Еліс Дуглас — (інколи її звуть «Агнеса»), дружина Джо Дугласа. Як перша леді, вона маніпулює чоловіком, здійснюючи великі економічні, політичні так кадрові рішення. Вона часто консультується з астрологом Бекі Везан щодо цих рішень.
- Фостер — засновник Церкви нового Откровення(Фостерити). Зараз існує як архангел.
- Діґбі — наступник Фостера на посаді Фостеритьської Церкви. Він стає архангелом під керівництвом Фостера після того як Майк «розвтілив» його.

## Цитати
|  | В Судний день, якщо його організують, може виявитись, що весь час головним начальником був Мумбо Юмбо, конголезький бог. Оригінальний текст (англ.) Come Judgment Day, if they hold it, we may find that Mumbo Jumbo the God of the Congo was the Big Boss all along. |

## Переклади українською
- Роберт Гайнлайн. Чужинець на чужій землі. Переклад з англійської: Г. Литвиненко; передмова: Вірджинія Гайнлайн. Харків: КСД, 2016. 717 стор. ISBN 978-617-12-1519-1